# حبارى كبرى

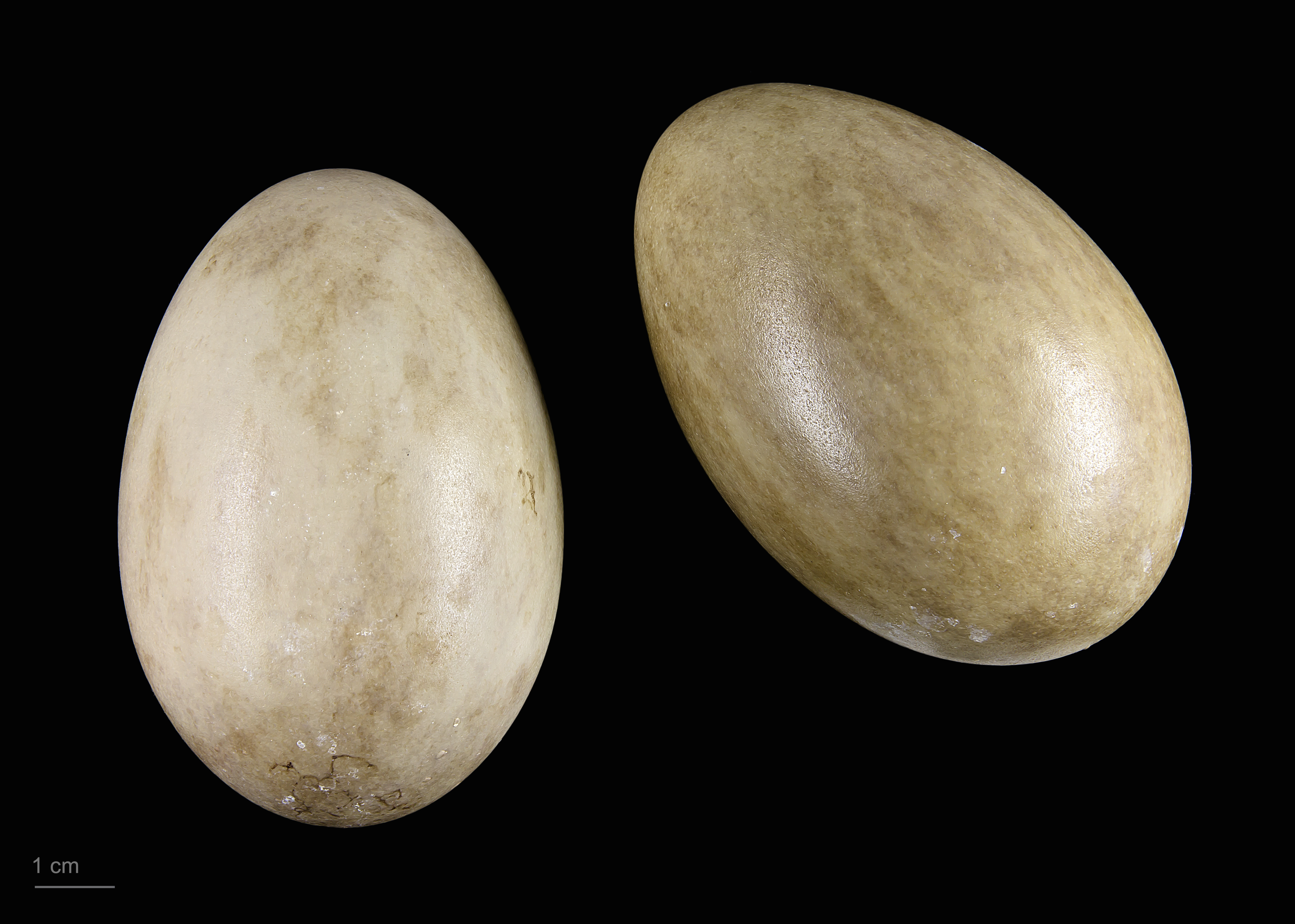
Otis tarda

الحبارى الكبرى أو حُبَارَى كبيرة أو حُبَارى مُلْتَحِيَة أو رَعَّاد (الاسم العلمي: Otis tarda) (بالإنجليزية: Great  Bustard)‏ هو طائر ينتمي إلى الحباريات (فصيلة: Oriolidae). أكبر أنواع الحُبَارى طولها نحو 100 سم. رأسها أطحل اللون تعلوه مشحة صهباء. عنقها إلى البياض البلوري تكتنفه زرقة بنفسجية. ظهرها إلى الصفرة الصهباء يعلوها حباك أسود. سواقطها بيض، قوادمها إلى الربدة السمراء. زمكها أبيض تعترضه خطوط سود. بطنها إلى البياض الأغبر. موطنها الشرق الأدنى وأوربة وإفريقية الشمالية. تألف السهول والفيافي. تبتعد عن الأحراج والأماكن الآهلة. قوتها النوامي النباتية والحبوب والحشرات. الأنثى تبيض ثلاث بيضات تحضنها أربعة أسابيع في أفحص تدثّنه في التربة بين الأعشاب الكثيفة.